# Fiat 500
Fiat 500 – samochód osobowy klasy aut najmniejszych produkowany przez włoski koncern motoryzacyjny FIAT w latach 1957–1975.

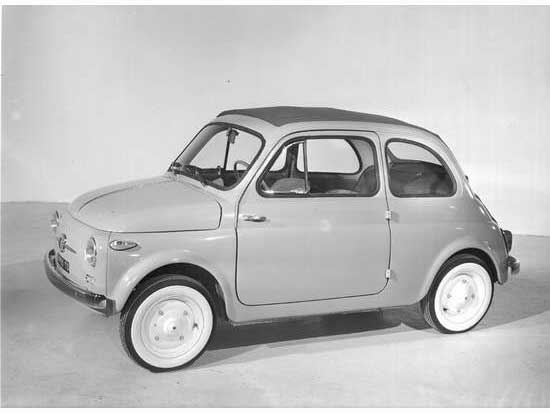
Fiat 500 pierwszej serii produkowanej w latach 1957–1960

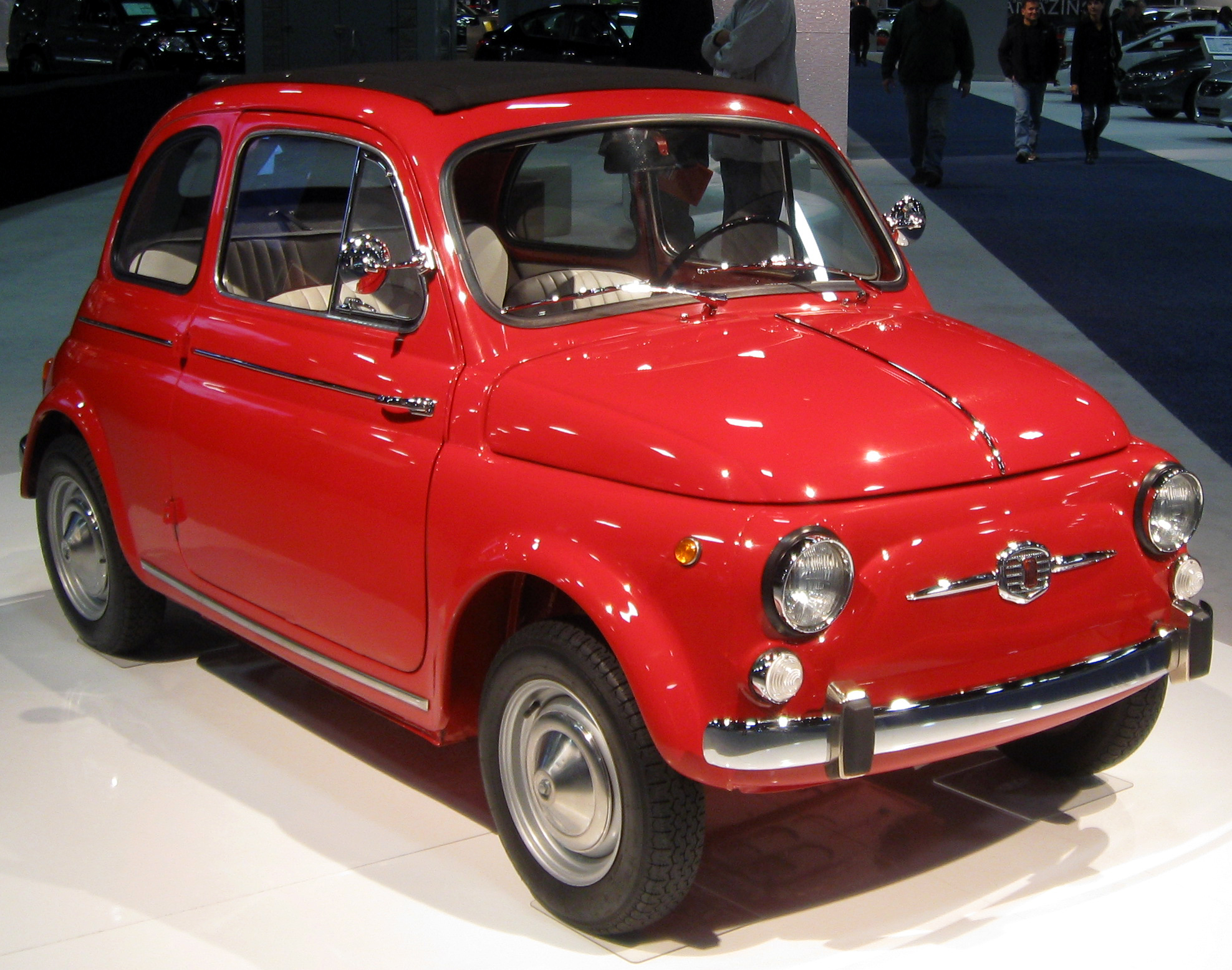
Fiat 500 z 1962 roku (druga seria produkowana w latach 1960–1965)

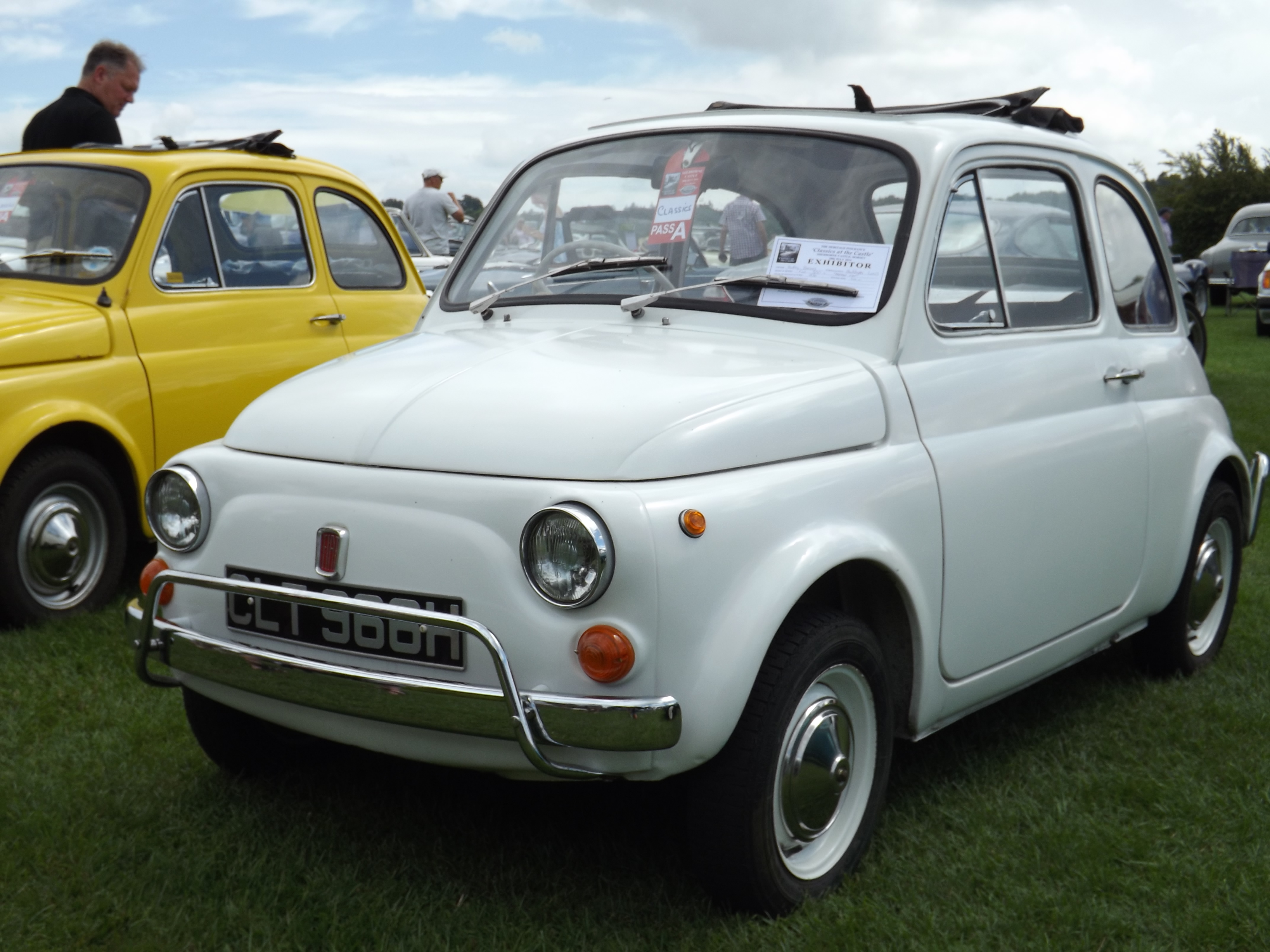
Fiat 500 Lusso z 1970 roku (trzecia seria produkowana w latach 1965–1972)

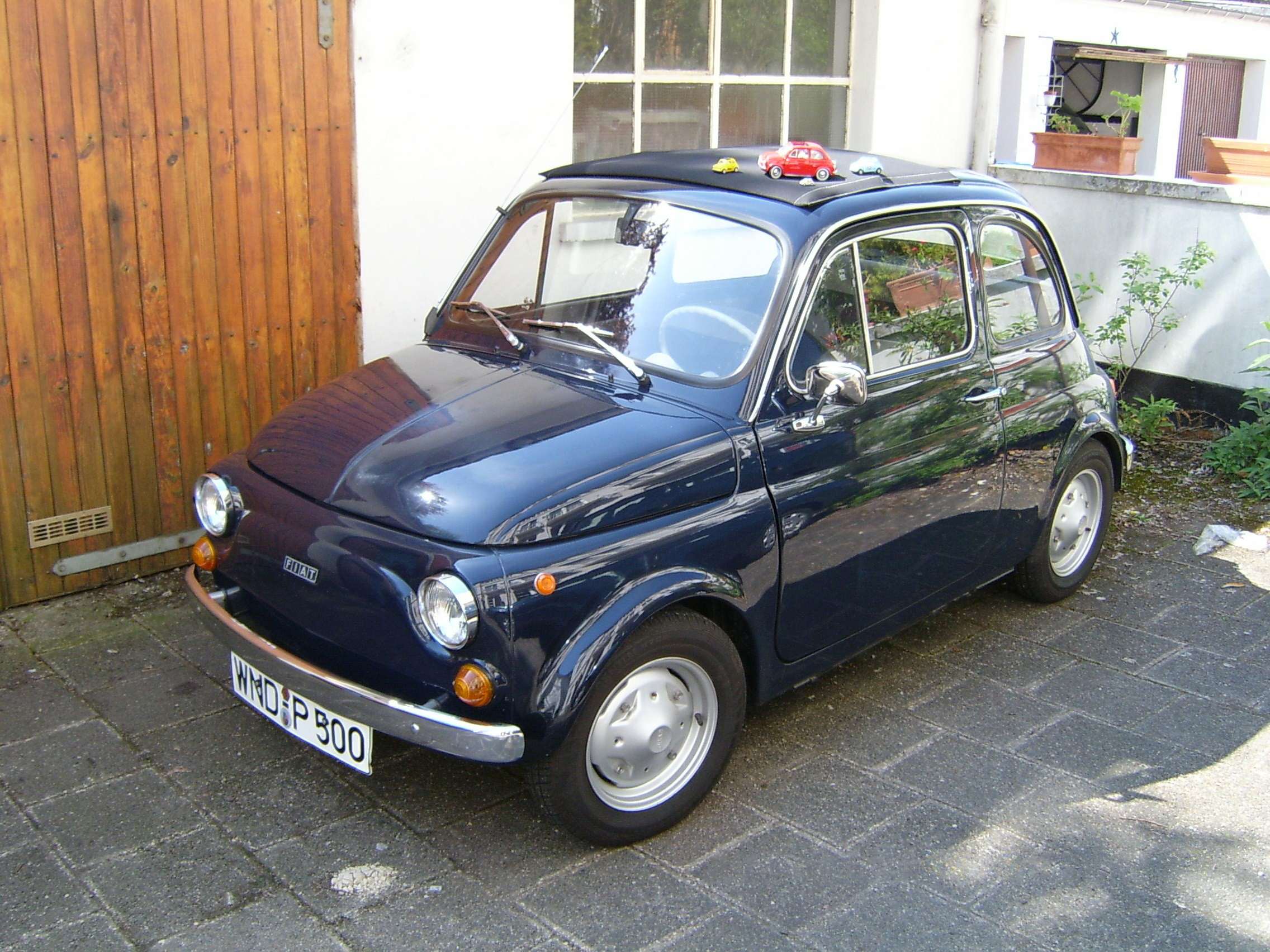
Fiat 500 R (czwarta seria produkowana w latach 1972–1975)

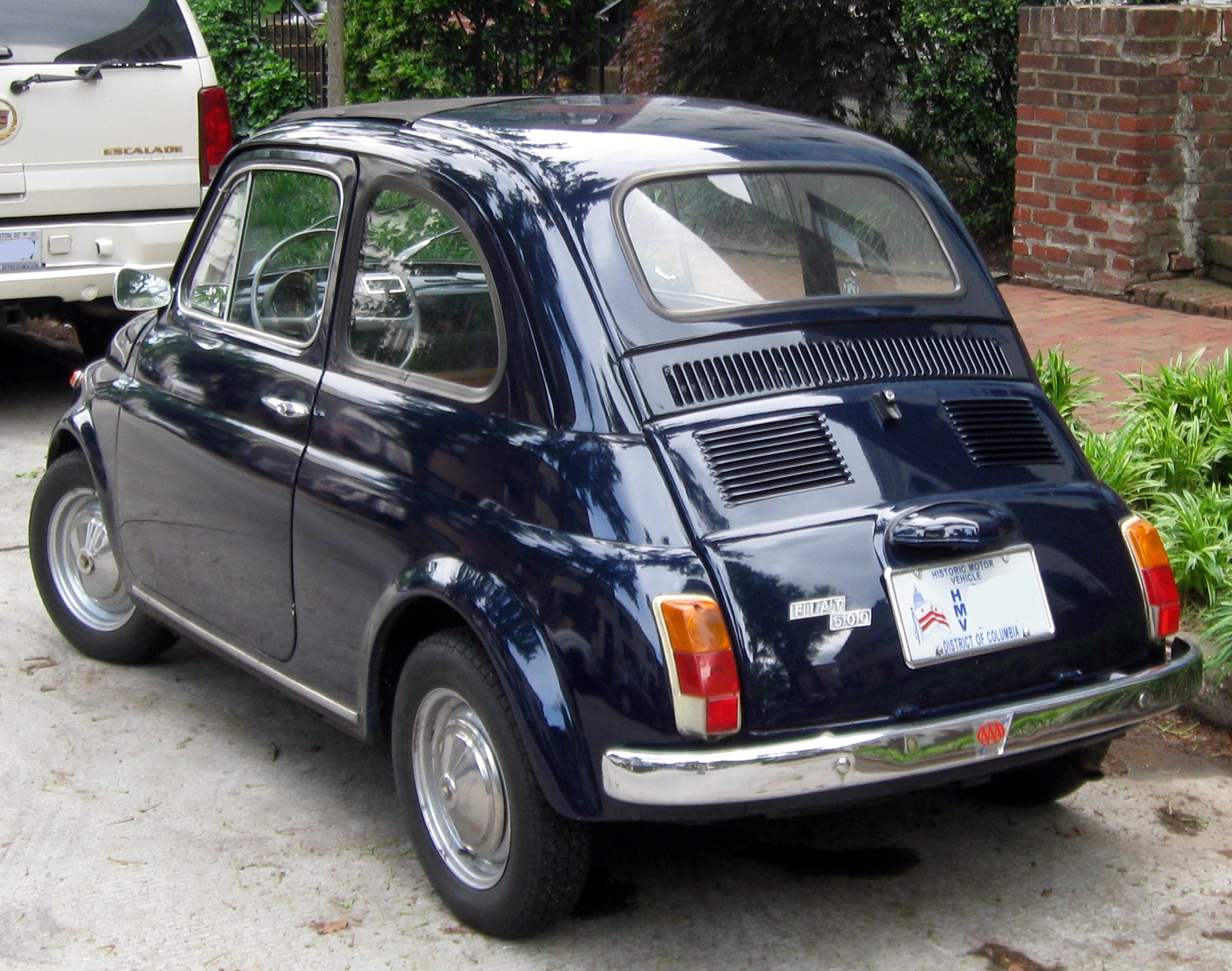
Fiat 500 z 1971 roku – tył

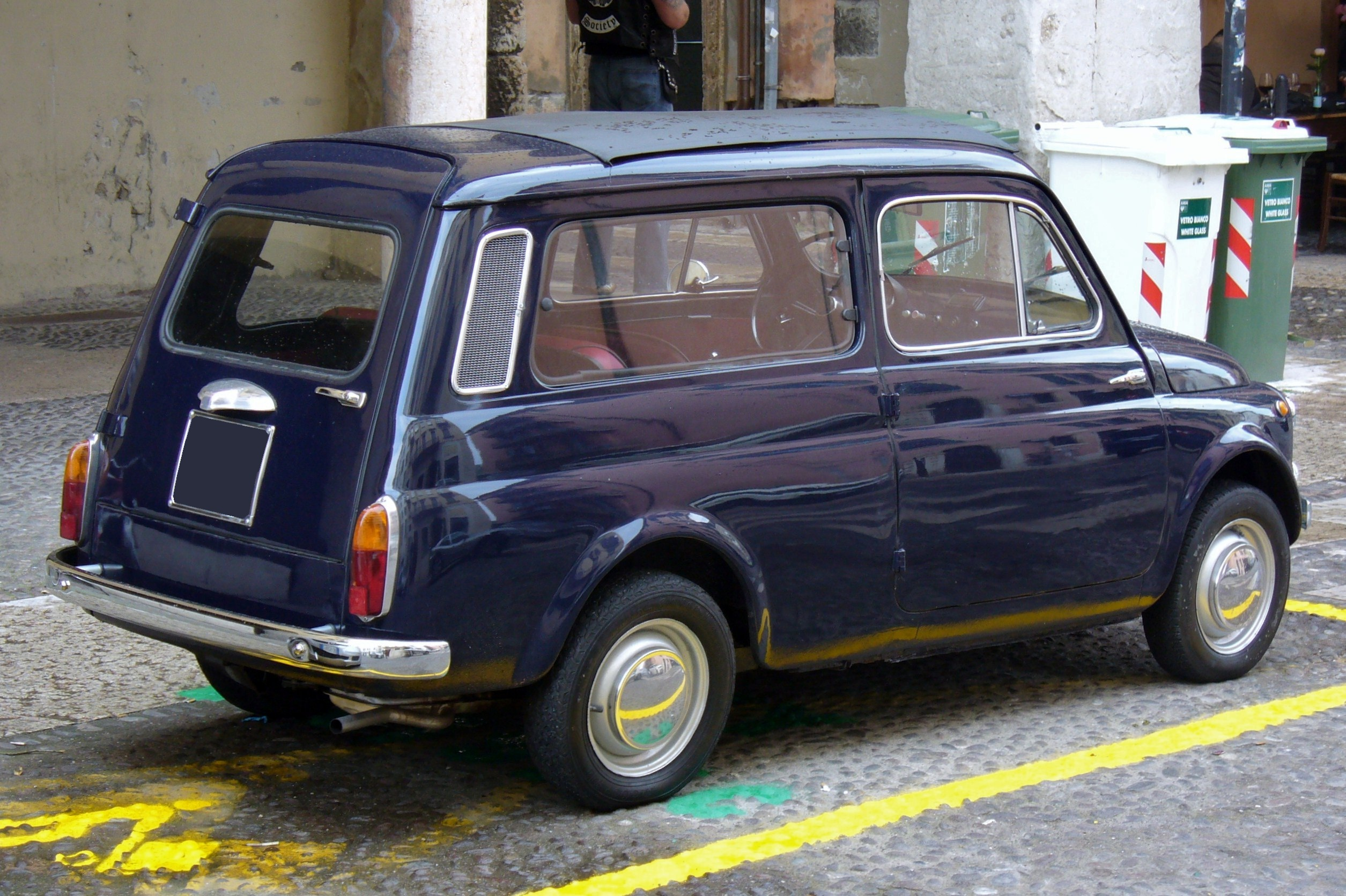
Fiat 500 Giardiniera

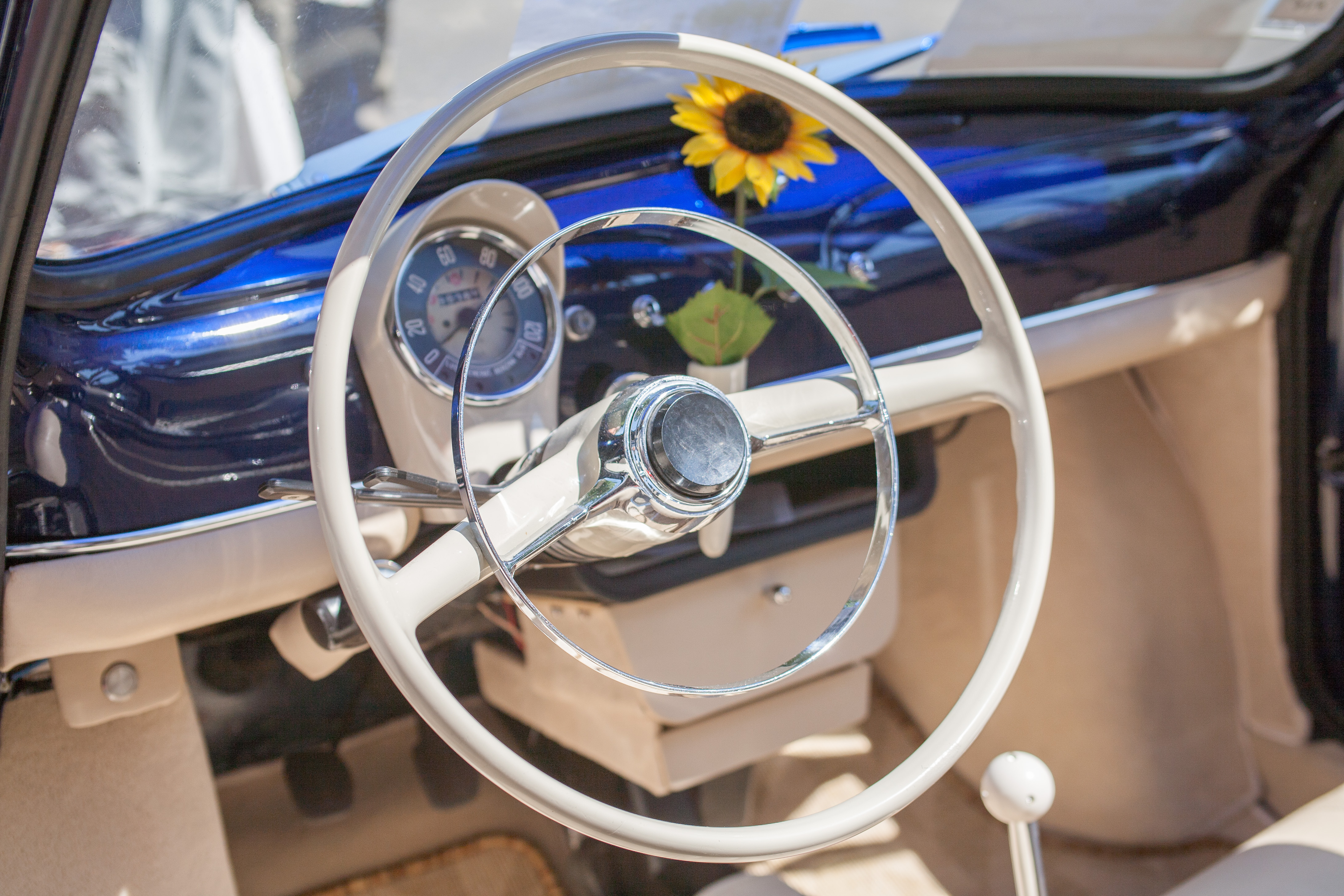
Fiat 500 F – wnętrze

## Historia i opis modelu
Fiat 500 zaprezentowany 2 lipca 1957 roku w Turynie jest następcą modelu Topolino produkowanego w latach 1936–1955. Prace projektowe pod wodzą Dante Giacosy trwały od 1955 roku. Auto otrzymało płócienny dach odsuwany do tyłu oraz drzwi otwierane pod wiatr. Nazwa 500 zaczerpnięta została od pojemności skokowej, dwucylindrowego silnika benzynowego, chłodzonego powietrzem, wynoszącej niecałe 500 cm³ (dokładnie 479 cm³). Początkowo moc silnika wynosiła 13,5 KM, a dostępna była przy 4000 obr./min. Moment obrotowy silnika wynosił 27,5 Nm przy 2500 obr./min. Po trzech miesiącach produkcji moc zwiększono do 15 KM. Pierwsze egzemplarze pojazdu wyróżniały się dużym emblematem marki zdobiącym przód nadwozia oraz kierunkowskazami w narożnikach w kształcie kropelki. W 1957 roku rozpoczęto także eksport pojazdu do Stanów Zjednoczonych. Wersja przeznaczona na rynek amerykański wyróżniała się większymi reflektorami.
W 1958 roku zaprezentowano wersję 500 Sport wyposażoną w silnik o mocy 21,5 KM. Jesienią 1960 roku unowocześniony model 500 D otrzymał silnik o zwiększonej do 499 cm³ pojemności skokowej oraz mocy 17,5 KM. Od pierwszej wersji pojazdu auto wyróżniało się także m.in. składaną tylną kanapą oraz krótszym, składanym dachem, który przestał obejmować tylną szybę. Kierunkowskazy przeniesione zostały pod reflektory przednie, a w ich miejscu zastosowano małe – dodatkowe. W tym samym roku wprowadzona została wersja kombi pojazdu oferowana pod nazwą 500 Giardiniera. Wyróżniała się zwiększonym rozstawem osi.
W marcu 1965 roku w modelu 500 F przeniesiono zawiasy na przednią krawędź drzwi (jednak wersja 500 Giardiniera do końca produkcji zachowała zawiasy na wysokości słupka B), wzmocniono sprzęgło oraz przekładnię główną. W 1966 roku produkcję wersji 500 Giardiniera przeniesiono do zakładów Autobianchi, gdzie kontynuowana była aż do 1977 roku. We wrześniu 1968 roku wprowadzono do sprzedaży najbardziej luksusową wersję 500 Lusso, która wyposażona została w zderzaki z charakterystycznym pałąkiem oraz chromowane elementy nadwozia.
W 1972 roku do produkcji wprowadzono wariant 500 R. Pojazd wyposażono w silnik o pojemności 594 cm³ pochodzący z następcy pojazdu – modelu Fiat 126. Rozwijał on moc 18 KM. Zastosowano także identyczne jak w modelu 126 felgi oraz nowy, poziomy emblemat.
Produkcję pojazdu zakończono 1 sierpnia 1975 roku po wyprodukowaniu łącznie 3 432 226 egzemplarzy Fiata 500.
W 2007 roku z okazji 50. rocznicy istnienia modelu 500, wprowadzono do produkcji nowoczesną wersję pojazdu – model 500 (2007), który kształtem nawiązuje do protoplasty.

### Produkcja przez zagraniczne koncerny
W latach 1957–1975 w Grazu w Austrii model 500 wyposażony został w dwucylindrowy silnik typu bokser i wytwarzany był na licencji pod marką Steyr-Puch 500. Łącznie powstało około 60 tysięcy egzemplarzy. W latach 1957–1963 w Niemczech, z zakładu w Heilbronn wyjeżdżał model NSU-Fiat Weinsberg 500, który od 1960 roku sprzedawany był jako Neckar Weinsberg 500.

### Wersje
- Economica (1957 – 1960)
- Normale (1957 – 1960)
- Sport (1957 – 1960)
- 500 D (1960 – 1965)
- 500 Giardiniera (1960 – 1975)
- 500 F (1965 – 1973)
- 500 Lusso (1968 – 1972)
- 500 R (1972 – 1975)

### Silniki

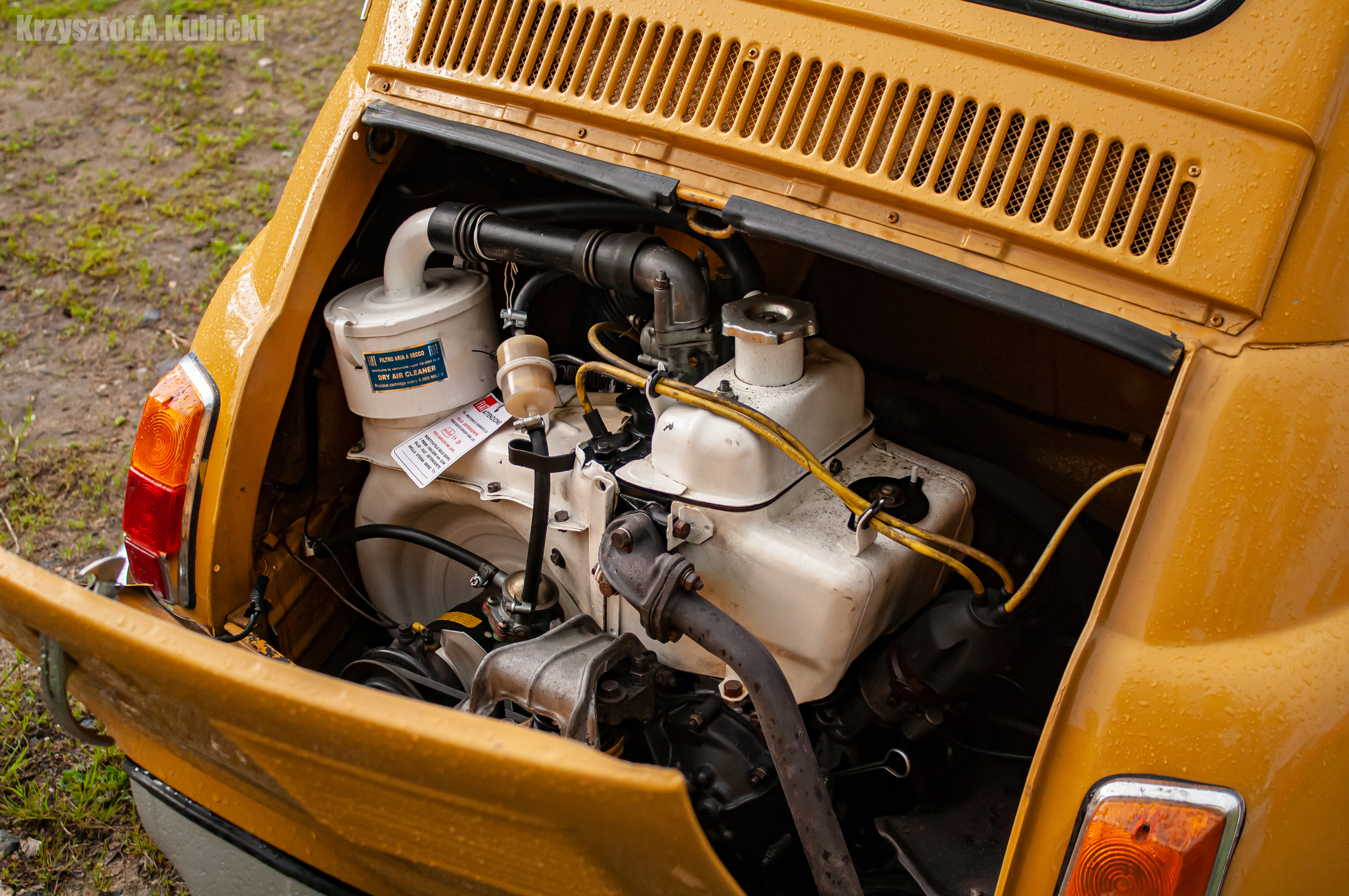
Silnik Fiata 500

| 500           | 479 | R2 | 13,5/4000 | 27,5/2700  | 85   | 4,5  |
| 500 America   | 479 | R2 | 15/b.d.   | b.d./b.d.  | b.d. | b.d. |
| 500 D         | 499 | R2 | 17,5/b.d. | b.d./b.d.  | b.d. | b.d. |
| 500 F/L       | 499 | R2 | 18/b.d.   | b.d./b.d.  | b.d. | b.d. |
| 500 Sport     | 499 | R2 | 21/4400   | 30,5/3000  | 95   | 5,5  |
| 500 R         | 594 | R2 | 18/4400   | 36,3/2800  | 100  | 5,7  |
| Abarth 595 SS | 594 | R2 | 32/b.d.   | b.d./2b.d. | b.d. | b.d. |